# Monotoma spinicollis
Monotoma spinicollis – gatunek chrząszcza z rodziny obumierkowatych.
Gatunek ten został opisany w 1837 roku przez Charlesa Nicholasa Aubé.
Chrząszcz o ciele długości od 2 do 2,3 mm, ubarwionym brunatnie. Głowa ma lekko opadające ku dołowi nadustek i przód czoła, duże i półkoliste oczy oraz nieco krótsze od oczu, słabo zaokrąglone skronie. Na bokach głowy przedniej części głowy występują dobrze widoczne zagłębienia, które zwężają się ku tyłowi i nie dochodzą poza połowę oka. Przedplecze ma przednie kąty wyciągnięte w zaostrzone i długie kolce, a boczne brzegi z ząbkami, z których każdy ma skierowaną po skosie ku przodowi kępkę długich włosków. Powierzchnia pokryw jest silnie punktowana, matowa i porośnięta owłosieniem.
Owad ten zasiedla rozkładającą się materię roślinną, zwłaszcza pokrytą pleśnią. Występuje m.in. w pryzmach kompostowych, słomie i sianie.
Chrząszcz pierwotnie zachodniopalearktyczny, rozsiedlony od Azorów i Makaronezji przez Europę i Afrykę Północną po Syrię i Kaukaz. Ponadto znany z krainy nearktycznej i etiopskiej. W Europie stwierdzony został w Portugalii, Hiszpanii, Francji, Irlandii, Wielkiej Brytanii, Belgii, Holandii, Niemczech, Szwajcarii, Austrii, Włoszech, Malcie, Danii, Szwecji, Finlandii, Polsce, Czechach, Słowacji, Węgrzech, Ukrainie, Rosji, Rumunii, Chorwacji oraz Grecji. W Polsce rzadko spotykany.